# Yuri Ósipov

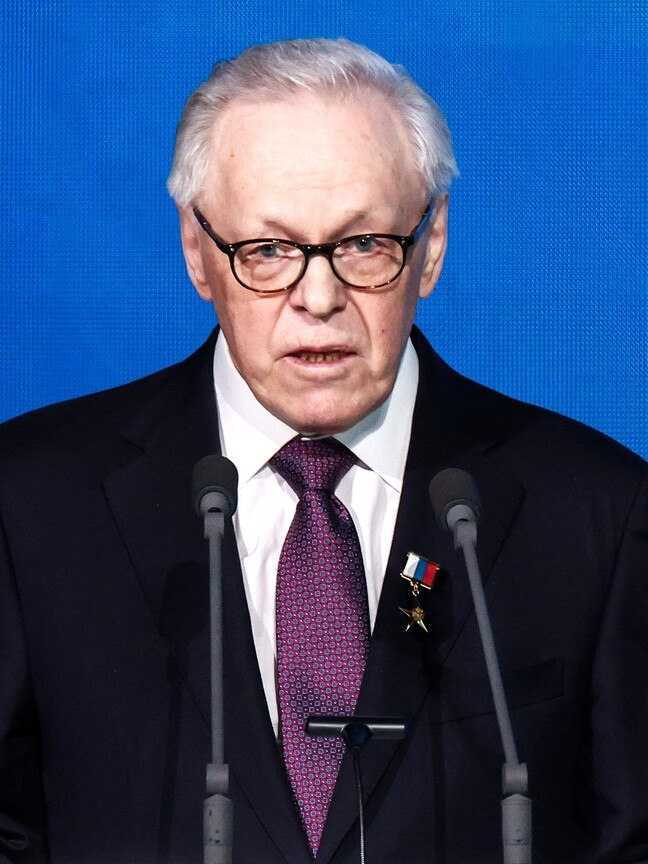
Yuri Ósipov.

Yuri Serguéievich Ósipov (en ruso, Ю́рий Серге́евич О́сипов), nacido en Tobolsk, Unión Soviética, el 7 de julio de 1936, es un matemático ruso.
Estudió en la Universidad Estatal de los Urales en Sverdlovsk (antes de 1924 y después de 1991, llamada Ekaterimburgo). Elegido miembro de pleno derecho de la Academia de Ciencias de la URSS en 1987, fue presidente de ella y de su sucesora, la Academia Rusa de Ciencias, desde 1991 hasta 2013 y asimismo ha sido profesor de la Universidad Lomonosov de Moscú, entre otros diversos cargos y responsabilidades. Es autor de más de 150 artículos académicos sobre teoría de la gestión, teoría matemática de la elasticidad y ecuaciones diferenciales y sus aplicaciones. Fue laureado con el Premio Lenin en 1976, y el Premio Estatal de la Federación de Rusia en 1993.